# Ikhthüophagoszok
Az ikhthüophagoszok (görög nyelven: halevők) az ókori szerzők szerint a déli tengerek partvidékének lakosai, akikről egyébiránt nagyon keveset tudtak. Feltételezték, hogy legnagyobbrészt hallal táplálkoznak. Az ismeretesebbek: 
1. a legtávolabbi keleten élők, az egyenlítő és a sziámi öböl között
2. a Gedrosia partján élők
3. Arábia északkeleti partján, a Perzsa-öböl mentén élők
4. Troglodütika nevű vidéken Afrikában élők, az Arab-öböl vidékén, délkeletre Egyiptomtól és Etiópiától, ők az ókori szerzők szerint igen primitív körülmények közt éltek
5. Nyugat-Afrika nyugati részén a Masitholus folyótól (talán a mai Gambia) délre élő nép.